# Ambrosiaster

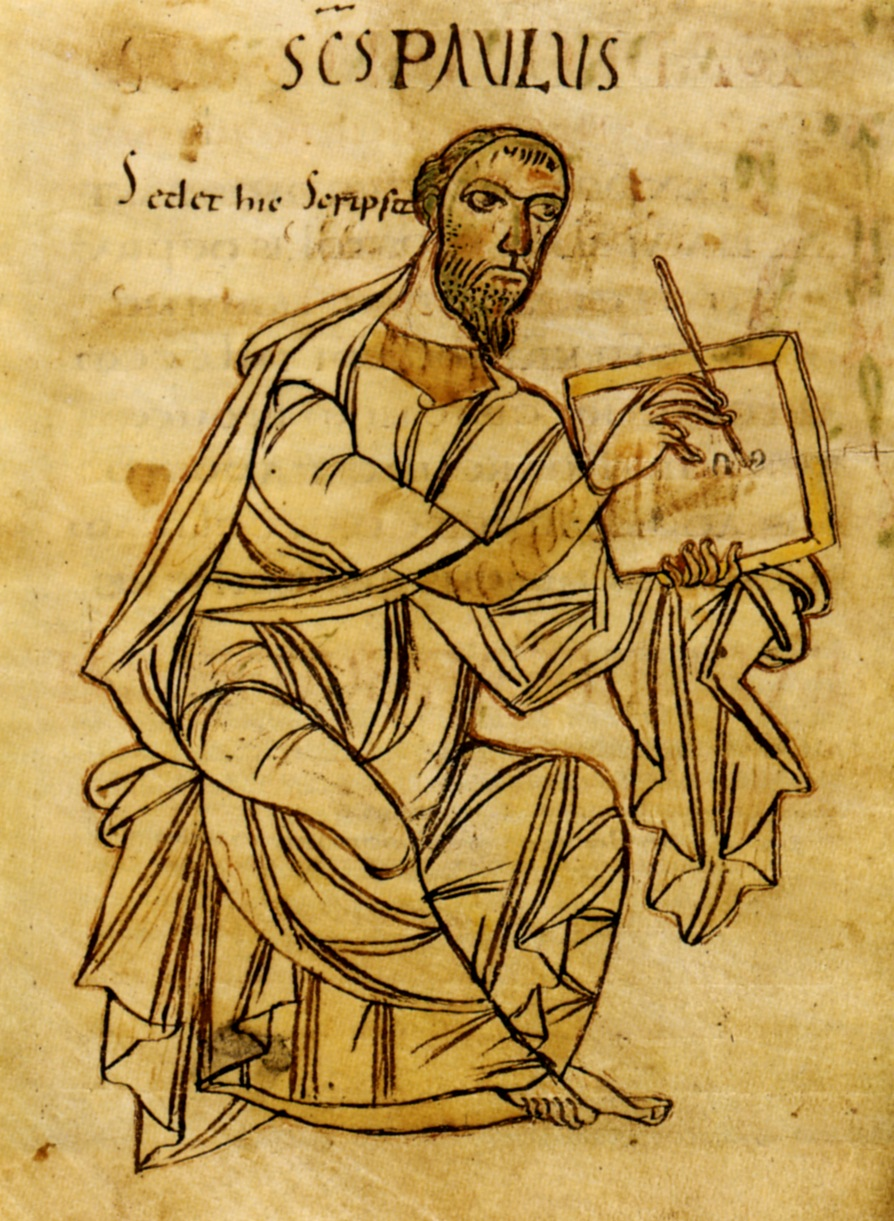
San Pablo escribiendo. La inscripción "sedet hic scripsit" ("se sienta aquí y escribe").

El Ambrosiaster o Ambrosiastro («pseudo-ambrosio») es un libro anónimo, conocido con tal nombre a partir de Erasmo, que contiene un importante comentario a las cartas de san Pablo. 

## Autor
Atribuido durante siglos a san Ambrosio de Milán, bajo cuyo nombre aparece en los códices, su verdadero autor no puede ser señalado con certeza, ni siquiera con firme probabilidad. La atribución al santo obispo de Milán parece provenir de que Casiodoro (De institutione divinarum litterarum, cap. 8) refiere que Ambrosio dejó escritos en los que comentaba todas las epístolas paulinas. No habiendo sido hallados tales escritos, se comprende con relativa facilidad que le fueran atribuidos estos otros. Pero no hay duda de que no le pertenecen: no solo el estilo literario y la redacción del Ambrosiastro, sino también sus ideas, incluso en puntos estrechamente vinculados con el dogma, difieren netamente del estilo y doctrina ambrosianos.
Ciertos enfoques del Ambrosiaster en torno al tema de la gracia y la predestinación han hecho conjeturar que su autor fuera un representante del pelagianismo, tal vez, en concreto, Juliano.
Otros eruditos, la mayoría, localizan cronológicamente esa obra en tiempos del papa Dámaso I (366-384), señalando diversos nombres posibles de autor, entre los que destaca el diácono romano Hilarlo, contra quien escribió san Jerónimo. 
Finalmente, hay quien hace al Ambrosiaster posterior a Jerónimo, estimando a aquel como un simple compilador y ordenador de textos exegéticos tomados de este y de san Juan Crisóstomo.

## Estructura
Dentro de la brevedad general de todo el comentario, resulta algo más extenso el que consagra a las cartas a los Romanos, Corintios y Gálatas. La exégesis va haciéndose cada vez más rápida a medida que avanza por las epístolas paulinas, hasta llegar a ser poco más que una glosa en las cartas pastorales: Timoteo y Tito. 
El Ambrosiaster cita cada vez, según un texto latino independiente y anterior al de san Jerónimo, uno o dos versículos de san Pablo, comentándolo luego sencillamente y sin hacerlo preceder de introducciones temáticas ni concluirlo tampoco con enfoques sistemáticos. Al comienzo de cada epístola hay un corto prólogo de escasas líneas. Este prólogo está relativamente ampliado en Romanos y Primera Corintios, explicando muy certera e inteligentemente las causas que movieron a san Pablo a escribir esas epístolas.

## Doctrina
El comentario bíblico del Ambrosiaster es de gran valor. De toda la literatura exegética patrística constituye quizá lo más parecido a un moderno libro de exégesis.
La suya es una interpretación literal e histórica, que solo en contadísimas ocasiones deriva hacia lo alegórico. Se separa, por consiguiente, de la tradición hermenéutica de Filón de Alejandría y de Orígenes.
Al comentar la Escritura se sirve ante todo y casi exclusivamente al texto mismo, acudiendo a pasajes ilustrativos o paralelos del que está explicando. Su comentario es siempre sobrio, breve, constante en su ritmo general, sin desarrollos propiamente dogmáticos, ni exhortaciones moralizadoras, ni digresiones polémicas.
El Ambrosiaster aparece como autor muy consciente de su oficio, buen sabedor de su menester de exégeta, cuya función estriba en explicar la Biblia, no en aprovecharla para sus consideraciones personales. Sabe desaparecer detrás del texto bíblico y su obra obtiene así cierto carácter, impersonal y hasta intemporal.
No hace mención directa de las graves controversias de su tiempo, tampoco de la del arrianismo, ni siquiera a propósito de los grandes textos cristológicos de san Pablo. Apenas hace sino una alusión a las herejías.
Del Ambrosiaster resulta difícil extraer una doctrina personal. Quizá lo más significativo suyo está en que parece interpretar la predestinación divina como presciencia. El autor entiende, además, que el pecado no destruyó todo bien humano. El pecado puede corromper la voluntad, no la naturaleza humana; ésta permanece buena como testimonio siempre actual de la bondad del Creador que la plasmó. 
En cuanto al difícil texto de Rom 9, 11-13, hace destacar que Dios no realiza acepción de personas. Dios no condena a nadie antes de haber pecado, ni da a nadie el premio antes de haber vencido en la lucha de esta vida. Todos estos puntos de vista resultan interesantes para la historia de la exégesis paulina anterior a san Agustín de Hipona. 
También se muestra de sumo interés la interpretación que el Ambrosiaster proporciona del sentido y valor de la ley antigua. La ley no debe considerarse mala, sino simplemente justa, pues justamente condena al pecador. La ley nueva lo es del espíritu y se identifica con la ley de la fe; consiste no ya en las obras, sino. en creer con el corazón.
Respecto a otro tema paulino importante, el de la «carne», escribe así el Ambrosiaster sobre Rom 7, 89: «Todo cuanto es contra la ley de Dios es carnal porque procede del mundo». Esta frase pone en paralelismo la categoría paulina de «carne» con la joánica de «mundo». Lo que se opone a la fe y a Dios, es designado por san Pablo como «carne» y por S. Juan como «mundo».